# Peenemünde Oeste

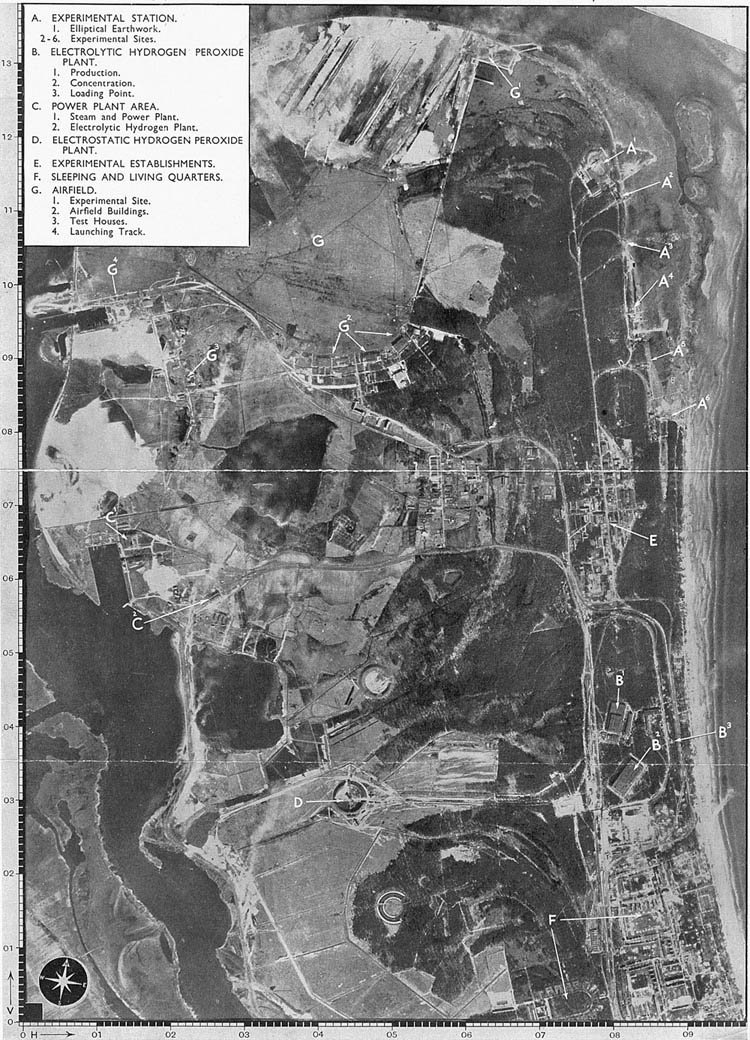
Vista aérea do complexo de Peenemünde obtida na Operação Hydra.

O Peenemünde Oeste (em alemão Peenemünde-West mais tarde: Versuchsstelle der Luftwaffe Karlshagen), foi o campo de testes da Luftwaffe em Peenemünde ao Norte da ilha de Usedom que iniciou suas atividades em 1938. Adquirida em Abril de 1936 pelo Ministério da Aviação do Reich, a área foi mais tarde dividida, ficando a área Leste sob controle do Exército e a área Oeste sob controle da Aeronáutica.

## Histórico de uso
Desde a inauguração em 1 de Abril de 1938, o campo de Peenemünde Oeste, composto por várias plataformas, escritórios e fábricas, além de um aeroporto pavimentado, permitiu o desenvolvimento e teste de uma grande variedade de protótipos para a Luftwaffe até o início de 1945.

## Principais projetos

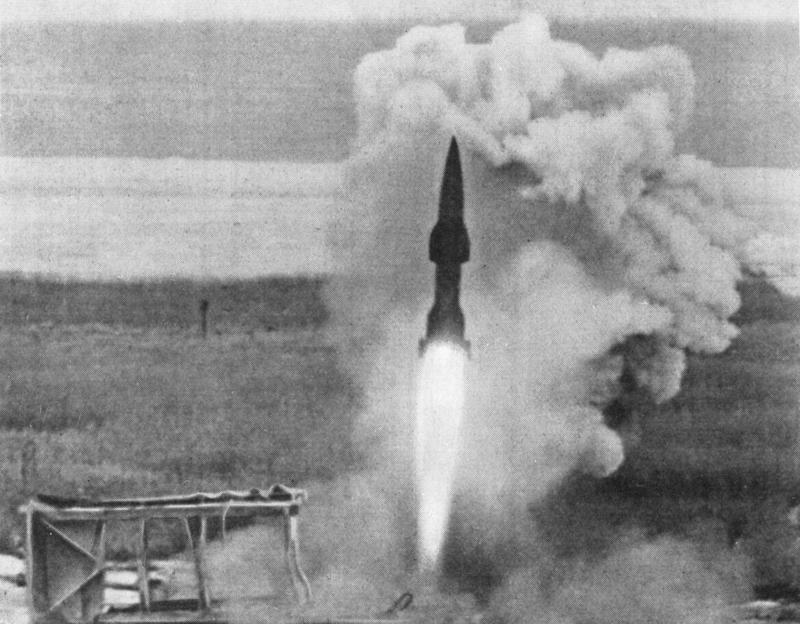
Míssil Wasserfall disparado de Peenemünde Oeste.

Além do mais conhecido de todos, o V-1, outros projetos importantes foram desenvolvidos e testados em Peenemünde Oeste:
- He 176
- Me 163
- Hs 293
- Enzian
- Wasserfall
- Fritz X
- Avião de controle remoto
- Mistel

## Trabalho escravo

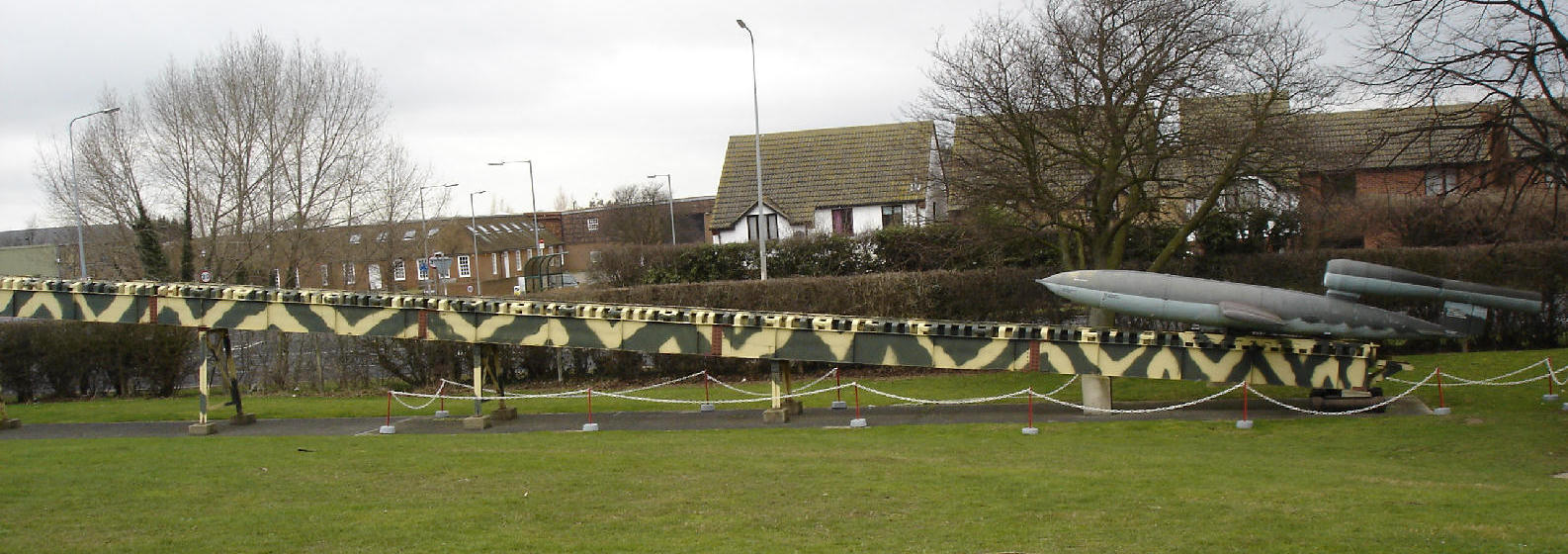
Uma rampa de lançamento do míssil V-1.

Em Abril de 1943, o Major Stahms, comandante do campo, propôs a implantação de um campo de concentração para cerca de 3.000 homens para atender as necessidades de mão de obra do projeto. O Inspetor Geral da Força Aérea, Erhard Milch concordou em colocar esse plano em ação. Em Maio de 1943, o campo foi construído, na área sob controle da Aeronáutica, e começou a receber prisioneiros (250 homens).
O processo continuou, chegando a 1.200 homens, da União Soviética, Polônia, França e Holanda, a maioria vinda do campo de concentração de Ravensbrück, mas tendo também oriundos de Buchenwald, Natzweiler-Struthof e Sachsenhausen. Divididos em 24 grupos de trabalho que trabalhavam nas seguintes áreas: construção das rampas de lançamento do míssil V-1, extensão das rampas de lançamento do Me-163, construção das plataforma de lançamento de foguetes, trabalho de terraplenagem, construção de hangares, desarmar bombas, remover destroços de bombas, além de carga e descarga de material no porto de Peenemünde.
Com o aumento dos bombardeios ao campo em 1944, os prisioneiros tiveram que construir um abrigo para 400 pessoas para proteger o "comando" das operações. Com a evacuação de Peenemünde em curso, em Fevereiro de 1945, a SS começou a transferir parte dos prisioneiros para os campos de Mittelbau-Dora, Barth e Außenlager Ellrich-Juliushütte. Os prisioneiros remanescentes foram forçados, a partir de Abril, a uma "Marcha da Morte".

## O Fim

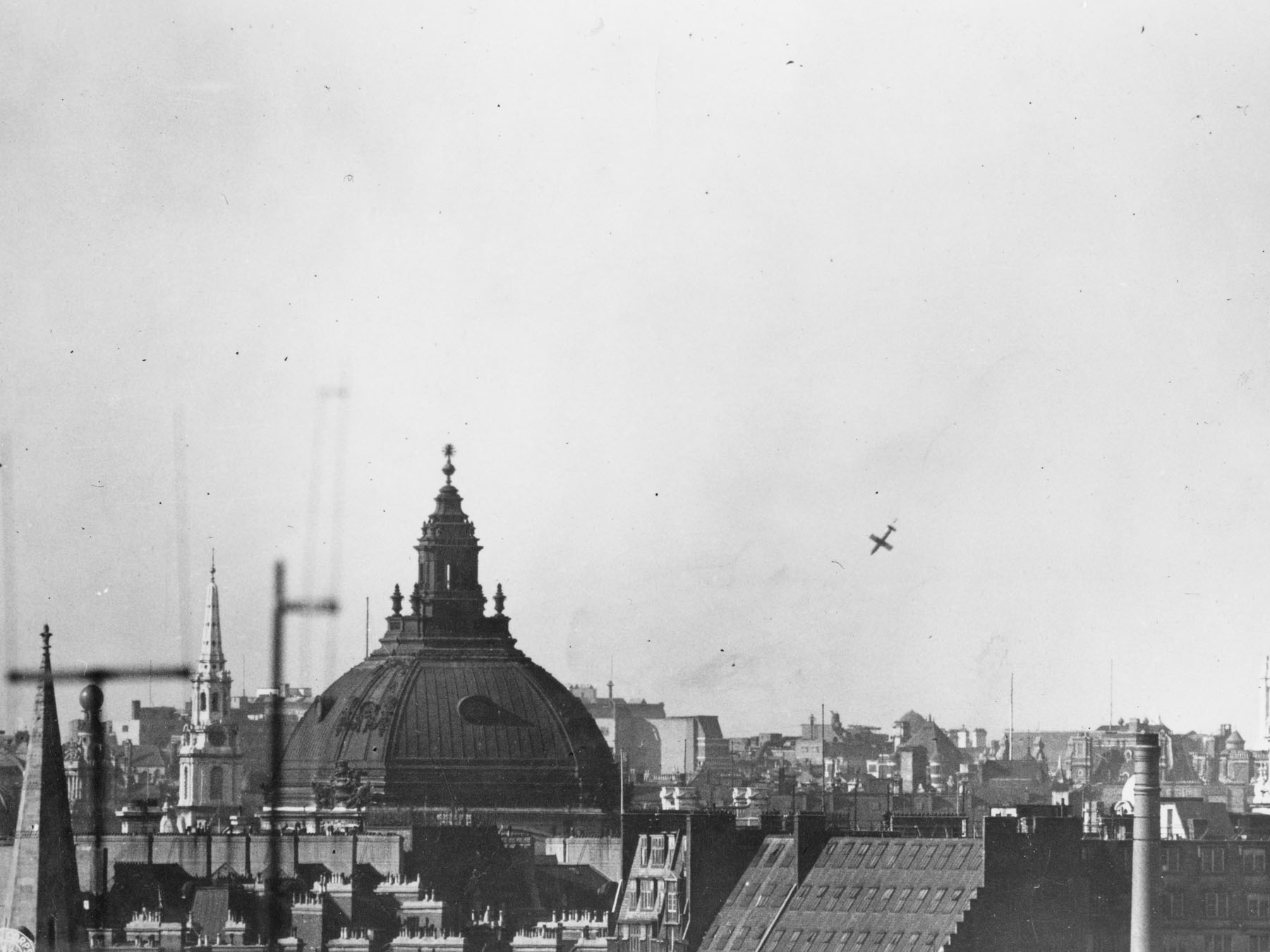
Um míssil V-1 prestes a atingir Londres.

Em 30 de Janeiro de 1945, Adolf Hitler, em seu último programa de rádio, em meio a derrota eminente, prometeu aos ouvintes a "vitória final", através do uso em massa das chamadas "armas maravilhosas", incluindo o V-1 e várias outras desenvolvidas em Peenemünde Oeste.
Peenemünde foi ocupada por tropas soviéticas em 4 de Maio de 1945. Os equipamentos que sobraram dos ataques aéreos e da destruição deliberada dos alemães foram desmontados e transportados para a União Soviética. Entre 1945 e 1956 toda aquela área foi usada como base naval do Grupo de Forças Soviéticas na Alemanha. Em 1956, a base passou para o controle do Exército Nacional Popular e em 1960, passou a servir também aos interesses da Volksmarine. Até 1990 a área passou a ser de acesso restrito e batizada de Karlshagen. Depois da reunificação da Alemanha em 1993, a área foi desmilitarizada.

## Legado

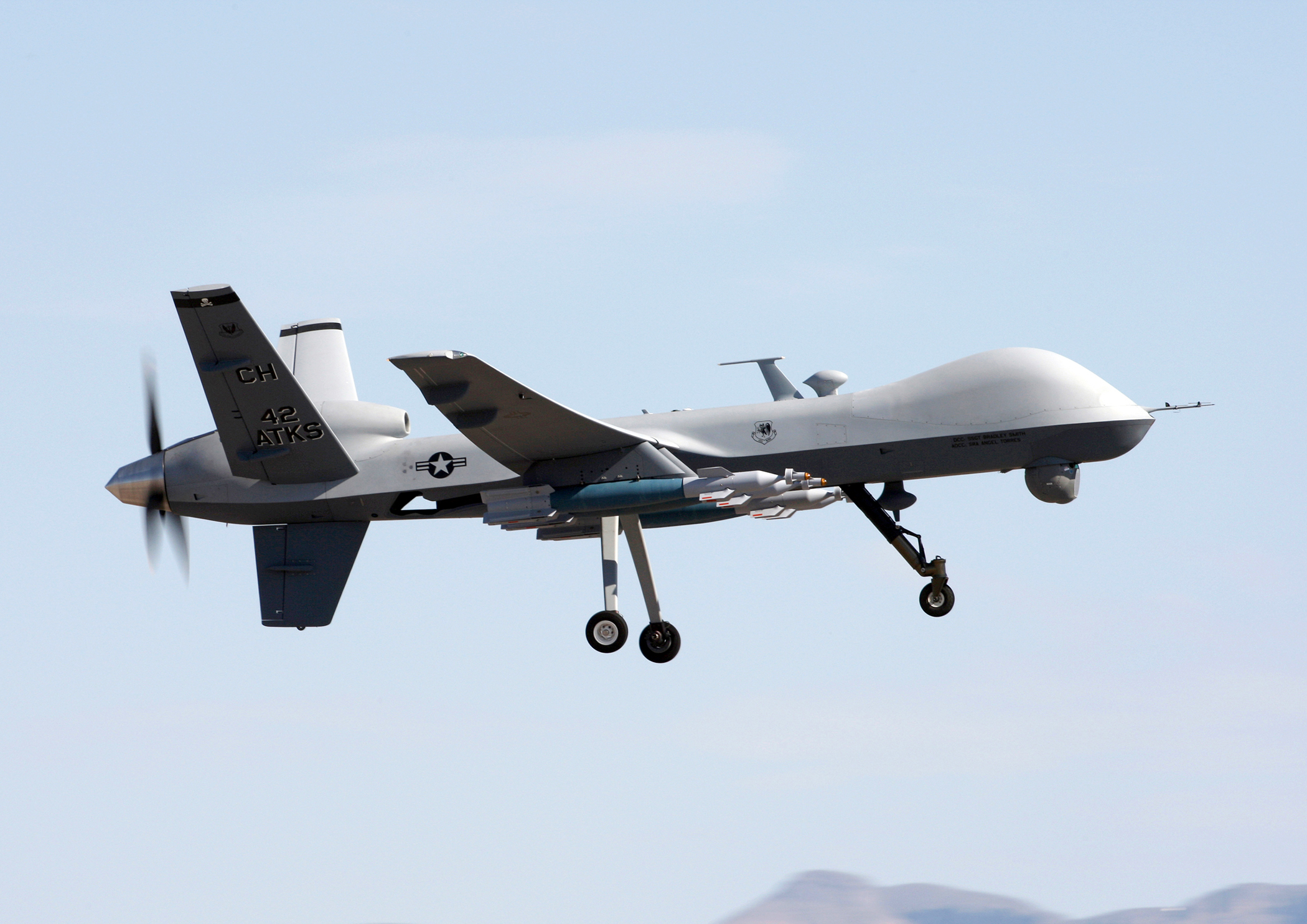
Um VANT moderno, herança do V-1.

A importância dos desenvolvimentos e testes ocorridos em Peenemünde Oeste não são tão óbvios quanto os da área Leste em relação aos satélites e viagens espaciais. Entre os principais legados, destacam-se:
- Mísseis de cruzeiro
- VANTs
- Bombas inteligentes
- Míssil superfície-ar

## Imagens
- Modelos dos principais produtos de Peenemünde Oeste
- Ruínas de uma catapulta do V-1
- Vista aérea de Peenemünde mostrando as ruínas das catapultas de teste do V-1
- Vista aérea de Peenemünde depois de um bombardeio
- Mapa destacando Peenemünde Oeste